# Paso doble

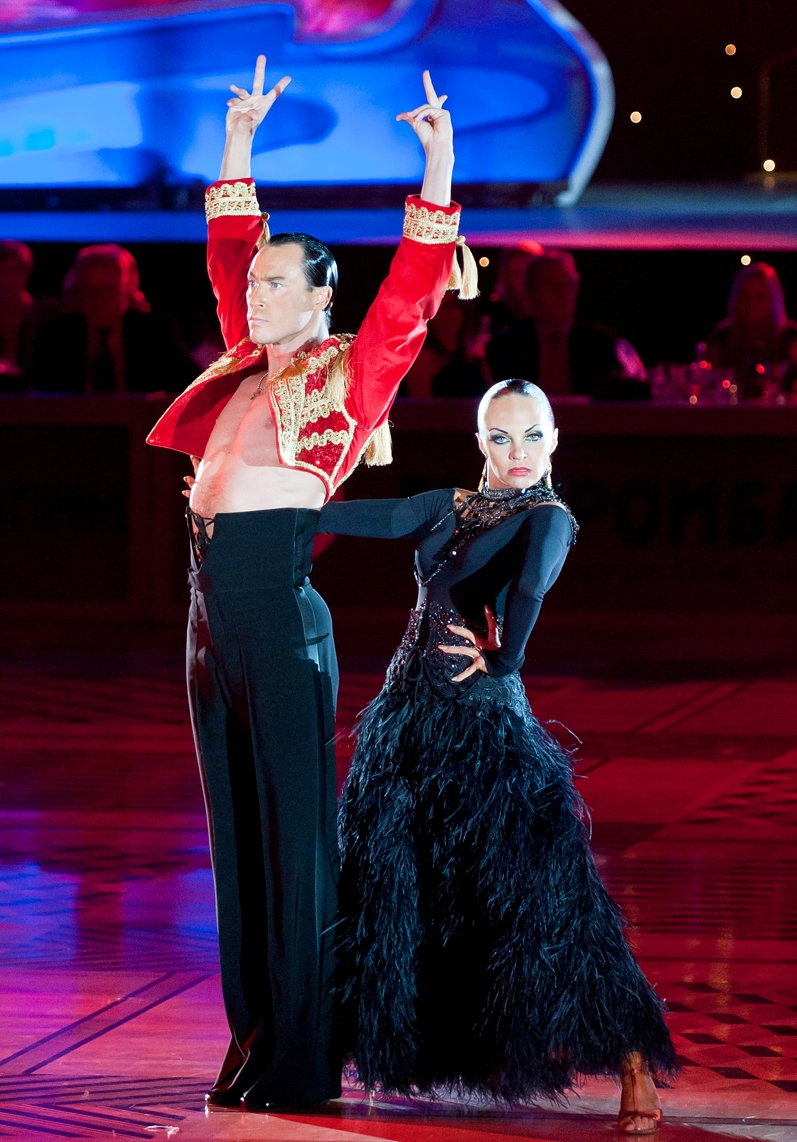
Koppel danst de paso doble (2010).

De paso doble is een Spaanse dans die ook tot de Latijns-Amerikaanse dansen gerekend wordt. In deze stijldans wordt het stierenvechten uitgebeeld. De man speelt de rol van stierenvechter of torero en de dame is la capa (de rode lap) die de stier moet opjagen. De man 'zwiert' de dame rond alsof zij die rode lap is. Paso doble betekent letterlijk dubbele pas.
De oorsprong van de paso doble is niet met zekerheid te herleiden. Beweringen variëren van circa 1535 tijdens festiviteiten in Spanje tot 1780 in Frankrijk. In 1920 werd de dans verder ontwikkeld door de Franse choreografen Meyer, Hillion, David en Ronnaux.
Aanvankelijk was het een ballroomdans, maar later is het een Latijns-Amerikaanse dans geworden. De passen van de paso doble zijn deels afgeleid uit de flamenco, maar volgens de techniek is het verkeerd om te veel flamencostijl in deze dans in te brengen. Het is de enige Latijnse stijldans waar de man de hoofdrol speelt en blikvanger is.

## Stijl

### Danshouding
De linkerarm van de heer wordt op oorhoogte in een gebogen stand van bijna 90 graden gehouden
en de dame legt haar rechterhand op de hand van de heer waarna de vingers gesloten worden.
De rechterhand van de heer ligt op het linkerschouderblad van de dame, net iets meer naar
de zijkant dan bij de Ballroom. De dame legt haar linkerhand op de bovenarm van de heer.

### Dansrichting
Bij de paso doble is er sprake van een dansrichting. Hier wisselen zijden zich zeer snel en vaak af, maar men danst tegen de klok in.
In paso doble bestaat er geen basispas. Er wordt dikwijls op de eerste tel met de voet op de grond gestampt (appel) en dan gaat de figuur verder tot (meestal) 8 tellen of een veelvoud daarvan.

## Dansmuziek
De paso doble wordt gedanst op bij de dans behorende muziek met een ritme van 60 tot 62 maten per minuut. De muziek kenmerkt zich door highlights: accenten in de muziek waarop het danspaar een vaste houding aan moet nemen in hun dansprogramma. Zodra de muziek daarna weer doorgaat, kan er weer verder gedanst worden. Bij het wedstrijddansen zijn deze highlights essentieel voor de normering van het danspaar.
Een veel gebruikt muzieknummer om de Paso doble op te dansen is España Cañi.